# 奧派因 (阿拉巴馬州)
奧派因（英語：Opine）是一個位於美國阿拉巴馬州克拉克縣的非建制地區。該地的面積和人口皆未知。

## 地理
奧派因的座標為31°54′18″N 87°56′02″W / 31.905°N 87.93388°W，而該地最高點為海拔高度48米（即157英尺）。